# Gary Mounfield

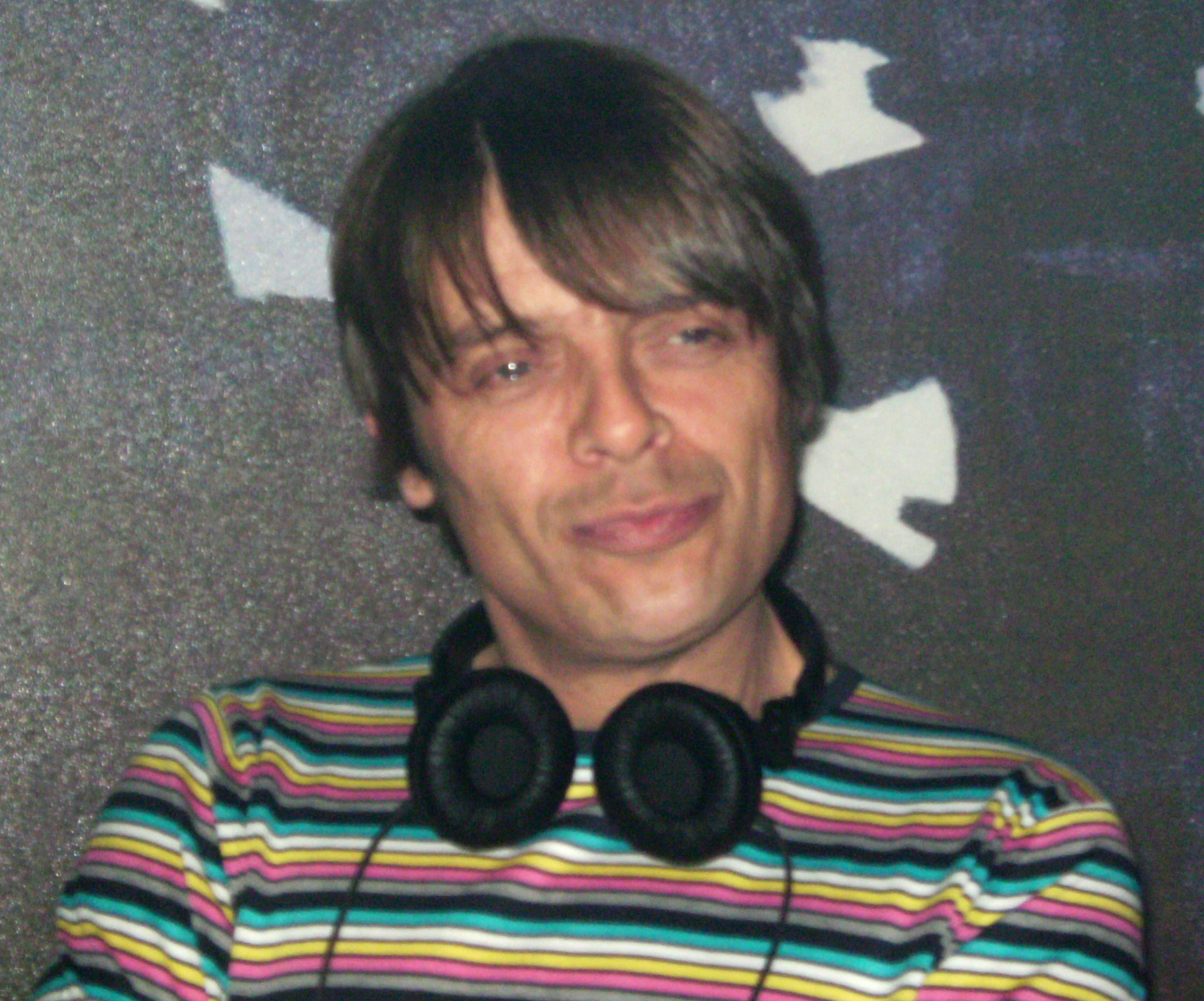
Mani 2009

Gary „Mani“ Mounfield (* 16. November 1962 in Crumpsall, Manchester) ist ein britischer Rock-Musiker.
Von 1987 bis 1996 war Mounfield Bassist der Band Stone Roses, einer der wichtigsten Bands der Madchester-Bewegung. Nach der Auflösung der Stone Roses wurde Mani Bassist der britischen Band Primal Scream.
Im Jahr 2003 spielte Mani für kurze Zeit bei der englischen Rockband Ocean Colour Scene. Er hatte außerdem eine Gastrolle in dem Film 24 Hour Party People (2002). Von 2005 bis 2010 war Mounfield ein Mitglied der Supergroup Freebass.

## Auszeichnungen
- Muso Awards - Best Bass Guitar (2005)
- Muso Awards - Muso's Muso (als Mitglied von Primal Scream) (2005)
- NME Awards - Godlike Genius Award (als Mitglied von Primal Scream) (2007)

## Diskographie

### Mit The Stone Roses
- The Stone Roses (1989)
- Second Coming (1994)

### Mit Primal Scream
- Vanishing Point (1997)
- XTRMNTR (2000)
- Evil Heat (2002)
- Riot City Blues (2006)
- Beautiful Future (2008)

### Mit Freebass
- It’s A Beautiful Life (2010)